# Habenaria bangii
Habenaria bangii är en orkidéart som beskrevs av Rudolf Schlechter. Habenaria bangii ingår i släktet Habenaria och familjen orkidéer.
Artens utbredningsområde är Bolivia. Inga underarter finns listade i Catalogue of Life.